# Ji van Zhou
Ji van Zhou was rond 1120 v.Chr. koning van het Zhou-volk dat in het gebied van de huidige Chinese provincie Shaanxi woonde. Zijn persoonlijke naam was Jili.
Koning Ji voerde een harde strijd tegen Di- en Rong-stammen, waarvan hij de gevangengenomen leden tot slaaf maakte. Hij knoopte nauwe betrekkingen aan met de heersende Shang-dynastie door een huwelijk met Tai Ren, een Shang-vrouw, en door als Shang-functionaris verantwoordelijkheid te aanvaarden voor het vee. Hiervoor werd hij beloond met paarden en edelstenen. De Shang-koning Wen Ding liet hem echter vermoorden.
Zijn zoon, Ji Chang, de latere koning Wen van Zhou, wordt beschouwd als de stichter van de Zhou-dynastie.